# ジャック・ラーネ
ジャック・ラーネ（Jack Lahne、スウェーデン語発音: [ˈjakː ˇlɑːnɛ]、2001年10月24日 - ）は、スウェーデンのサッカー選手。ザンビア・ルサカ出身。ポジションはFW。

## クラブ歴
IFブロマポイカルナの下部組織出身。2017年3月、15歳でスウェーデンカップに出場し選手デビュー、同年夏にスーペルエッタンでも出場した.。7月に選手初得点、15歳271日での得点はクラブ史上最年少記録となった.。同年末にクラブはアルスヴェンスカンに昇格した。2018年は19試合4得点の結果を残したものの、クラブは降格プレーオフに回り、彼はここでも得点を決めたがクラブは敗北、降格が決まった。
2019年1月、リーグ・アンのアミアンSCが半年の期限付き移籍で獲得。移籍市場最終日の4月4日、彼はまだ移籍してから試合に出ていないにも関わらず、完全移籍に切り替えた事が発表された。また同時にAIKソルナに7月末日までの契約で期限付き移籍する事も発表された。AIKでの初出場は4月8日でサク・イラトゥパとの交代での出場となった。同月14日に移籍後初得点。7月1日、当初の期限より早くアミアンは期限付き移籍を切り上げた。
アミアンに復帰した彼は、2019年11月30日にリーグ・アン初出場初得点を記録。

## 代表歴
アンダー代表ではスウェーデン代表として出場している。
U-17代表としてUEFA U-17欧州選手権2018に出場した。